# Darrell Strong
Darrell Strong (Fort Lauderdale, 21 maggio 1986) è un giocatore di football americano statunitense che gioca nel ruolo di tight end per i Sacramento Mountain Lions della United Football League. Firmò con Oakland Raiders come free agent non scelto nel Draft NFL 2008. Al college ha giocato a football all'Università di Pittsburgh.

## Carriera professionistica

### Oakland Raiders
Strong debuttò nella NFL nella stagione 2008, firmando un contratto come riserva della squadra dei Raiders. Il 21 dicembre entro a far parte dei 53 giocatori attivi del roster, non giocando però alcuna partita. Il 5 settembre 2009 venne tagliato

### Sacramento Mountain Lions
Dopo essere rimasto inattivo per la stagione 2009, Strong nel 2010 firmò un contratto coi Sacramento Mountain Lions della United Football League

## Vittorie e premi
Nessuno